# Renato Treves
Pour les articles homonymes, voir Treves.
Renato Samuele Treves (né	le 6 novembre 1907 à Turin et mort le 31 mai 1992 à Milan) est un sociologue et philosophe italien spécialisé dans la sociologie du droit.

## Biographie
Treves, a soutenu en 1931 sa thèse de doctorat en droit sur la doctrine saint-simonienne dans la pensée italienne du Risorgimento. Il enseigna la philosophie du droit successivement à l'université de Messine et à l'université d'Urbino.
Contraint à l’exil en 1938, il est nommé professeur de sociologie et de philosophie du droit à l’université de Tucumán en Argentine. Revenu d’Argentine à la Libération, il enseigne la philosophie du droit à l'université de Parme, puis à partir de 1948 à l'université de Milan, où il se voit confier bientôt une chaire de sociologie du droit.
Il est l’initiateur et le cofondateur du Comité de recherche en sociologie du droit de l’Association internationale de sociologie ; il est notamment l’auteur d’une Introduzione alla sociologia del diritto.
En 1991, il a été fait docteur honoris causa de l'université Carlos III de Madrid en Espagne.

## Sociologie du droit
- Treves Renato (a cura di), La Sociologia del diritto, Milan, Edizioni di Comunità, Diritto et cultura moderna, 1966.

Le livre a une préface par le doyen Carbonnier. Le manuel est une introduction à la sociologie du droit. À ses débuts : Vico et Montesquieu, Savigny et Bentham, puis Saint-Simon, Auguste Comte, Spencer, Tönnies, Durkheim, Gumplowicz, Oppenheimer, ensuite Marx, Engels, Lassalle, Renner et enfin, lhering, Kantorowicz, Ehrlich, Gény, Duguit, Holmes, Pound. Dans un second temps, Treves présente les pensées des « fondateurs » : Max Weber, Georges Gurvitch et Theodor Geiger.

## Publications
- Les classes sociales en Italie, Cahiers internationaux de sociologie, Volume XXXIX, cahier double, 1965
- (it) La Sociologia del diritto (a cura di), Milan : Edizioni di Comunità, Diritto et cultura moderna, 1966
- « Bilan actuel de la sociologie du droit, » in Cahiers Internationaux de Sociologie, Volume XLI, cahier double, 1966
- (it) Giuscibernetica, in: Nuovi sviluppi della sociologia del diritto 1966-1967. A cura di Renato Treves, Edizioni di Comunità, Milano 1968, pp. 307-325.
- (it) Alle origini della sociologia del diritto  (a cura di), Franco Angeli, Milano 1983
- (it) Sociologia e socialismo. Ricordi e incontri, Milano, Angeli, 1990
- Sociologie du droit, Presses Universitaires de France, Collection Droit Éthique, 1995
- (it) Sociologia del diritto. Origini, ricerche, problemi. Prefazione di Mario G. Losano, Einaudi, Torino 1996, LV-352 p.
- (it) Benedetto Croce filosofo della libertà, Polistampa 1998, 88 p.

### Lire en ligne
- (es) [PDF] Article 2 de Treves : « Kelsen y la sociologia », Sociologia del diritto, n° 3, 1981
- [PDF] Article de Treves : « Hans Kelsen et la sociologie du droit », Droit et Société, 1-1985
- (es) Discurso de investidura como doctor honoris causa del profesor doctor Renato Treves, 1991